# 北海道虻田高等学校
北海道虻田高等学校（ほっかいどうあぶたこうとうがっこう、Hokkaido Abuta High School）は、北海道虻田郡洞爺湖町にある公立（道立）の高等学校。

## 沿革
- 1948年11月30日 - 北海道伊達高等学校虻田分校の設置が認可される。
- 1949年3月20日 - 北海道伊達高等学校虻田分校として開校する。
- 1952年11月1日 - 北海道伊達高等学校から北海道虻田高等学校として独立する。
- 1959年4月1日 - 校名を北海道虻田商業高等学校に変更する。
- 1964年3月31日 - 道立に移管される。
- 1979年4月1日 - 校名を北海道虻田高等学校に変更する。
- 1999年11月13日 - 創立50周年記念式典を挙行する。
- 2000年3月31日 - 23年ぶりに有珠山が噴火。その被害により、以降の授業は、分教室や仮設校舎で行われる。
- 2004年 - 普通科の生徒募集を停止し、商業科と事務情報科の2科となる。
- 2006年4月1日 - 北海道豊浦高等学校を吸収合併する。
- 2013年 ｰ 商業科の募集を停止し、事務情報科1科のみとなる。[1]
- 2014年 - 北海道伊達高等学校の地域キャンパス校[2](現、地域連携特例校[3]）となる。

## 学科
- 全日制

事務情報科

## 著名な出身者
- 内藤大助（プロボクサー）（旧:北海道豊浦高等学校出身）
- 平山晃哉（元野猿）